# Список рек Индонезии
В Списке рек Индонезии представлен список наиболее крупных рек Индонезии, отсортированный по островам. Реки в большинстве регионов образуют густую сеть и, как правило, полноводны круглый год, хотя сезонные колебания дебета бывают заметны. Наиболее длинные и полноводные протекают на Калимантане: Капуас (1143 км), Махакам (920 км), Барито (900 км). Эти и другие реки на гористых участках местности образуют пороги и водопады. Русла равнинных рек на многих участках имеют непостоянные очертания вследствие обильного отложения наносов. Дебит рек, как правило, подвержен существенным сезонным колебаниям: в сезон дождей случаются разливы, нередко приводящие к масштабным наводнениям.

## Список
Сортировка по островам, по алфавиту. После названия реки в скобках указана её длина.

### Бали
- Аюнг (68,5 км)
- Бадунг (30 км)

### Буру
- Ваеапо[англ.] (Ваеапу, Апо, Апу) (47,22 км)

### Калимантан
В данном разделе перечислены реки Индонезии, о реках Малайзии на острове Калимантан см. Список рек Малайзии.
- Барито (1090 км)
- Берау[англ.] (300 км)
- Капуас (1143 км)
- Капуас (600 км)
- Кахаян (Большой Даяк) (658 км)
- Каян[англ.] (576 км)
- Кумай[англ.] (179 км)
- Ламандау[англ.] (300 км)
- Ландак (200 км)
- Мартапура[англ.] (Малый Банджар, Каютанги, Чайна-Ривер) (376 км)
- Махакам (980 км)
- Мендавай[англ.] (616 км)
- Паван[англ.] (197 км)
- Пембуанг[англ.] (350 км)
- Самбас[англ.] (233 км)
- Сампит[англ.] (270 км)
- Сембакунг[англ.] (322 км)
- Сесаяп[англ.] (279 км)
- Табалонг (45 км)

### Новая Гвинея
В данном разделе перечислены реки Индонезии, о реках Папуа — Новой Гвинеи на острове Новая Гвинея см. Список рек Папуа — Новой Гвинеи.
- Балием[англ.] (Вриндшапс) (414,2 км)
- Биан[англ.] (580,6 км)
- Дигул (853 км)
- Кумбе[англ.] (242 км)
- Лоренц[англ.] (Унир, Ундир, Нордривер) (380 км)
- Мамберамо (1112 км)
- Маро[англ.] (Мерауке) (207 км)
- Ок-Теди (207 км)
- Пулау (403 км)
- Сепик (1146 км)
- Собгер[англ.] (188,86 км)
- Сонгато[англ.] (Кеером) (131,2 км)
- Тарику[англ.] (488 км)
- Таритату[англ.] (Иденбург, Балием) (808 км)
- Тор[англ.] (158 км)
- Флай (1060 км)

### Сулавеси
- Валанае[англ.] (169 км)
- Дженеберанг[англ.] (80 км)
- Пагуяман[англ.] (136,25 км)
- Посо[англ.] (100 км)

### Суматра
- Асахан[англ.] (147 км)
- Ачех (145 км)
- Барумун[англ.] (440 км)
- Гадис[англ.] (137,5 км)
- Индрагири (500 км)
- Кампар[англ.] (413,5 км)
- Муси (750 км)
- Рокан (350 км)
- Сиак (370 км)
- Туланг-Баванг[англ.] (136 км)
- Хари (Батанг-Хари) (800 км)

### Сумба
- Ванокака[англ.] (80 км)
- Камбаниру[англ.] (118 км)
- Полапаре[англ.] (18 км)

### Сумбава
- Бранг-Биджи[англ.] (Бранг-Сумбава) (33,2 км)

### Тимор
В данном разделе перечислены реки Индонезии, о реках Восточного Тимора на острове Тимор см. Список рек Восточного Тимора.
- Бенанаин[англ.] (132 км)
- Мина[англ.] (100 км)
- Ноэль-Беси[англ.]

### Флорес
- Сисса[англ.] (87 км)

### Ява
- Ангке[англ.] (91,25 км)
- Брантас[англ.] (320 км)
- Буаран[англ.] (18,87 км)
- Буни[англ.] (109 км)
- Грогол[англ.] (23,45 км)
- Джатикрамат[англ.] (14,5 км)
- Крукут[англ.] (31,39 км)
- Луси[англ.] (208,5 км)
- Мандири[англ.] (100 км)
- Манук[англ.] (180 км)
- Мокерварт[англ.] (13 км)
- Опак[англ.] (65 км)
- Пемали[англ.] (125,4 км)
- Поронг[англ.] (13,5 км)
- Прого (138 км)
- Серайю[англ.] (181 км)
- Соло (600 км)
- Чакунг[англ.] (39,59 км)
- Чиасем (60 км)
- Чидуриан[англ.] (Чиканди)
- Чикаенган[англ.] (55,5 км)
- Чикапундунг[англ.] (28 км)
- Чиливунг (119 км)
- Чимансеури[англ.]
- Чипинанг[англ.] (37,68 км)
- Чисадане[англ.] (137,6 км)
- Читандуй[англ.]
- Читарум (270 км)
- Чомал[англ.] (109,18 км)